# أدريان جاك
أدريان جاك (بالإنجليزية: Adrian Jack)‏ هو ملحن بريطاني، ولد في 16 مارس 1943.